# Al-Ain
Al-Ain (arabisk: العين; al-ʿayn, øjet) er en by i Emiratet Abu Dhabi i de Forenede Arabiske Emirater, beliggende tæt ved grænsen til Oman. Byen har 766.936 (2017) indbyggere og dermed den næstestørste by i Emiratet Abu Dhabi og den fjerdestørste by i de Forenede Arabiske Emirater.